# کاپورتالا
کاپورتالا (به انگلیسی: Kapurthala) یک منطقهٔ مسکونی در هند است که در بخش کپورتهله واقع شده‌است. کاپورتالا ۱۰۱٬۶۵۴ نفر جمعیت دارد و ۲۲۵ متر بالاتر از سطح دریا واقع شده‌است.

#### مدرسه ساینیک کاپورتالا

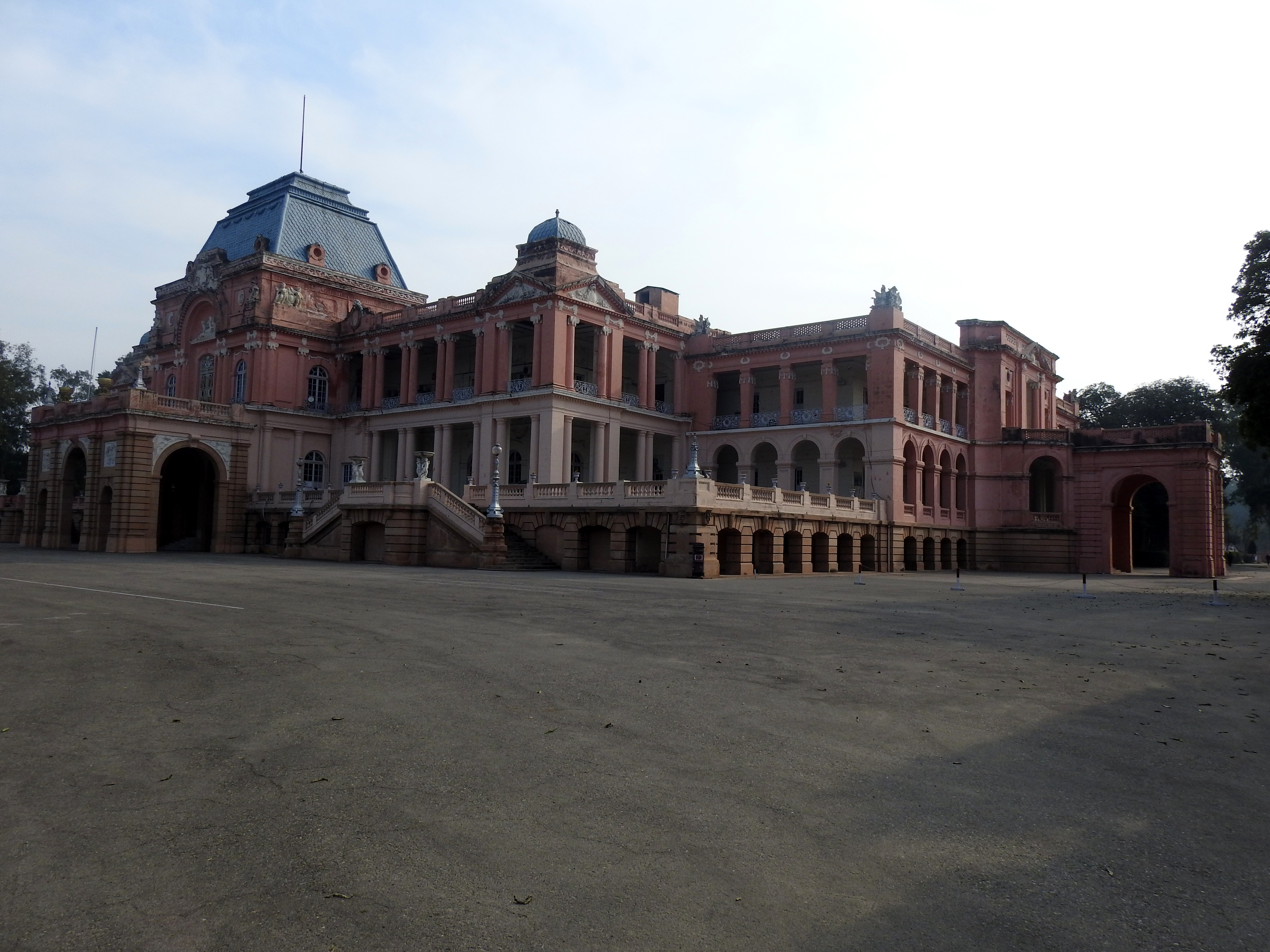
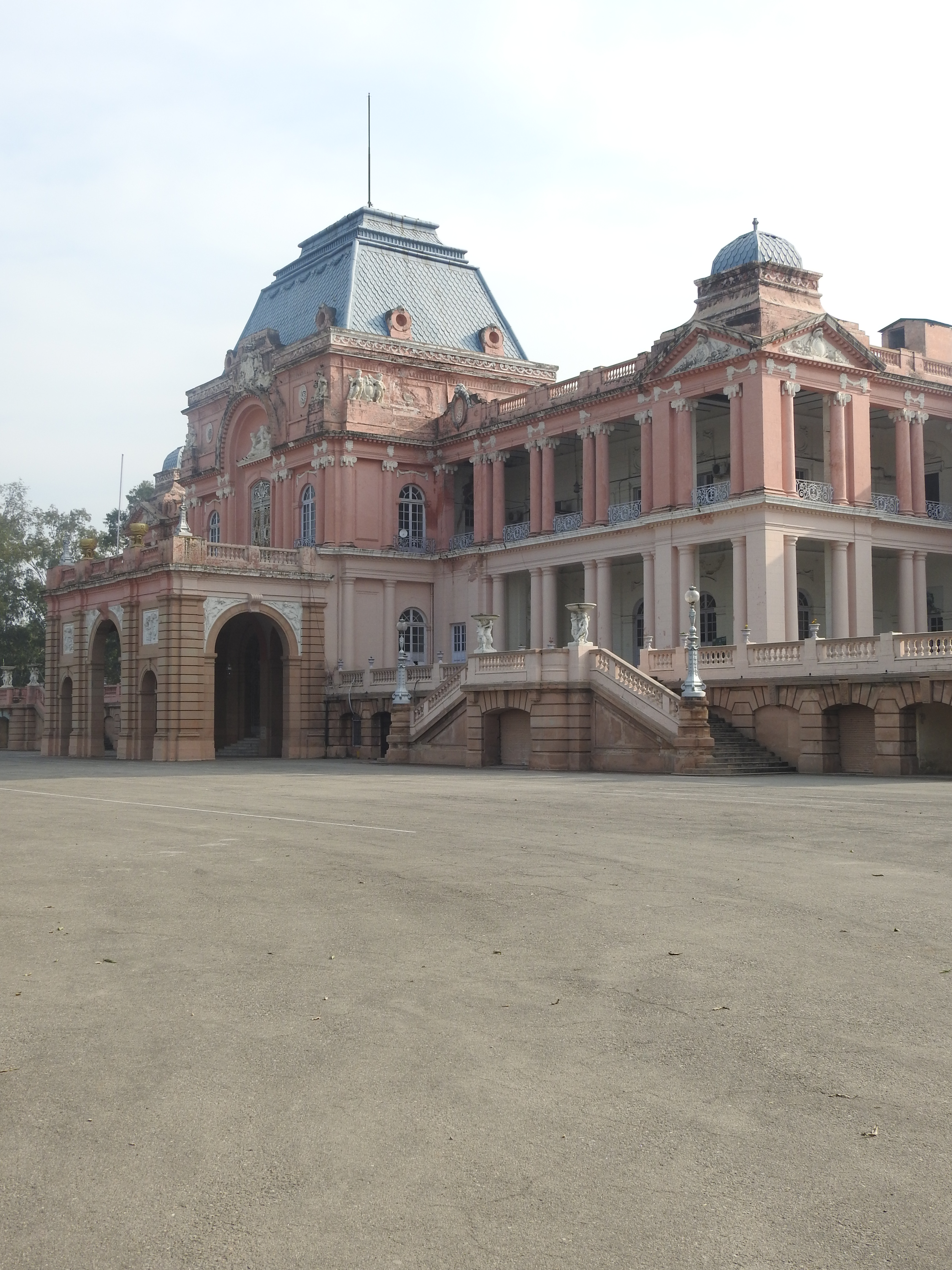
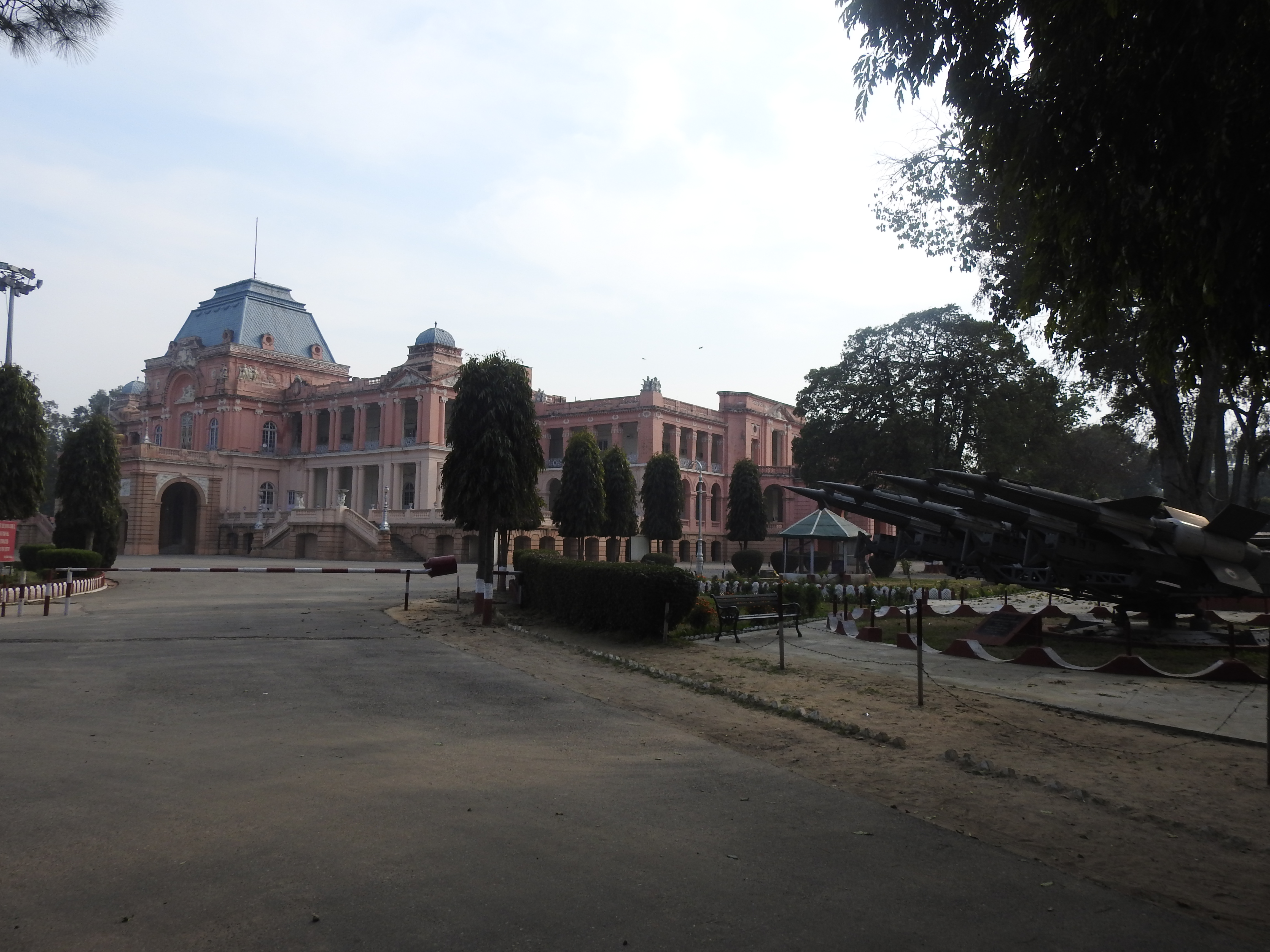
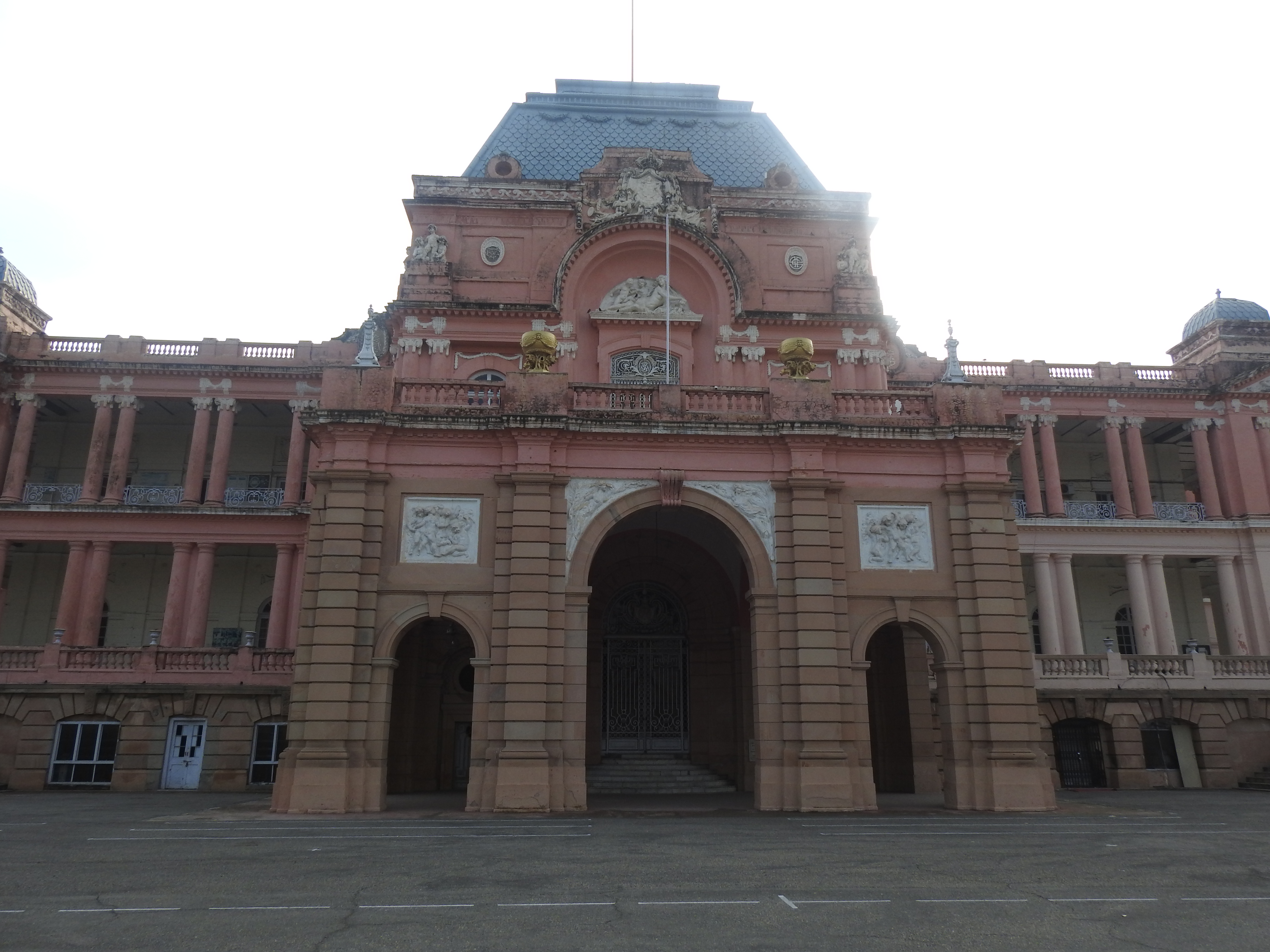
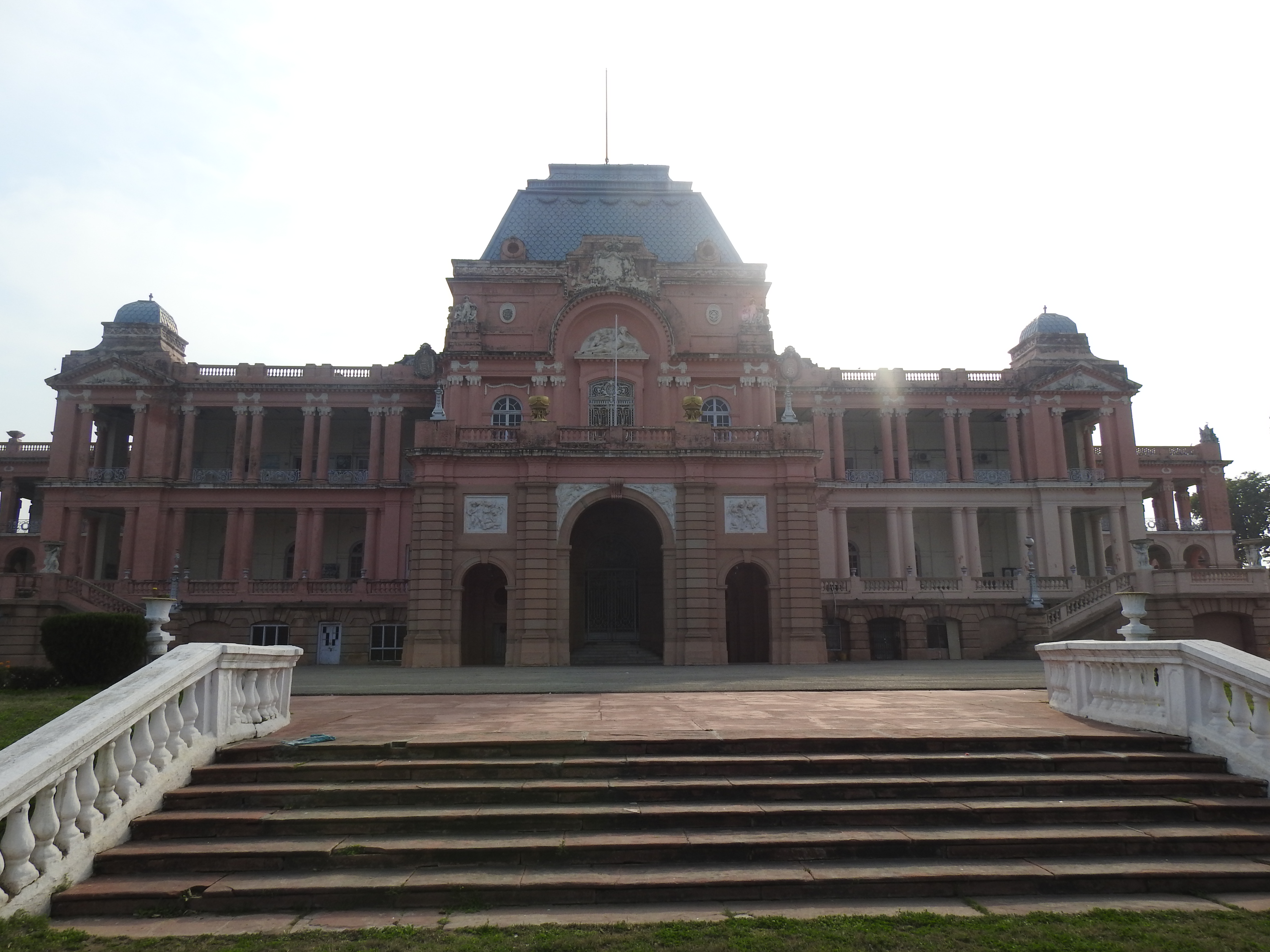
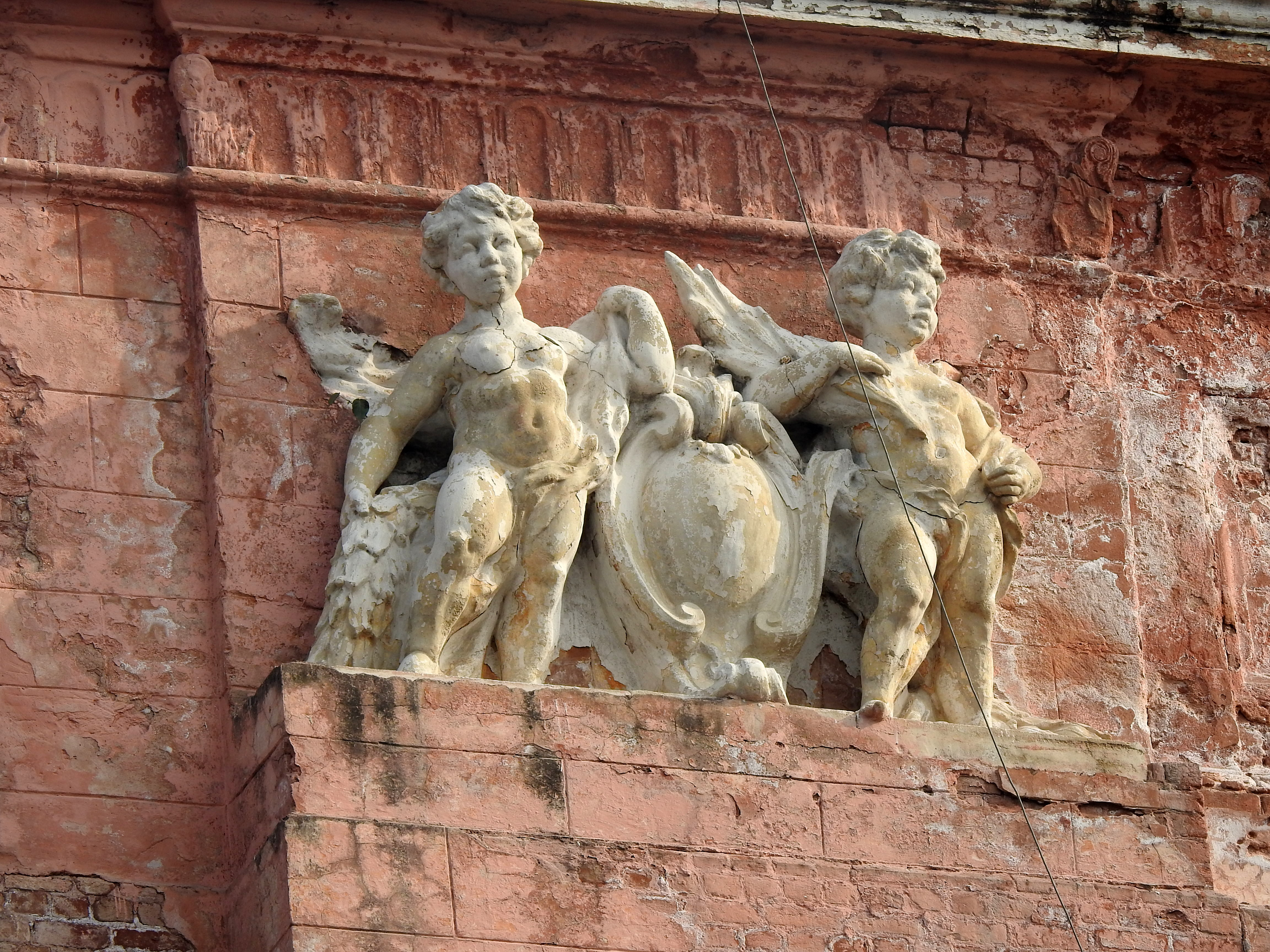

#### ساختمان مهمانسرای کاپورتالا

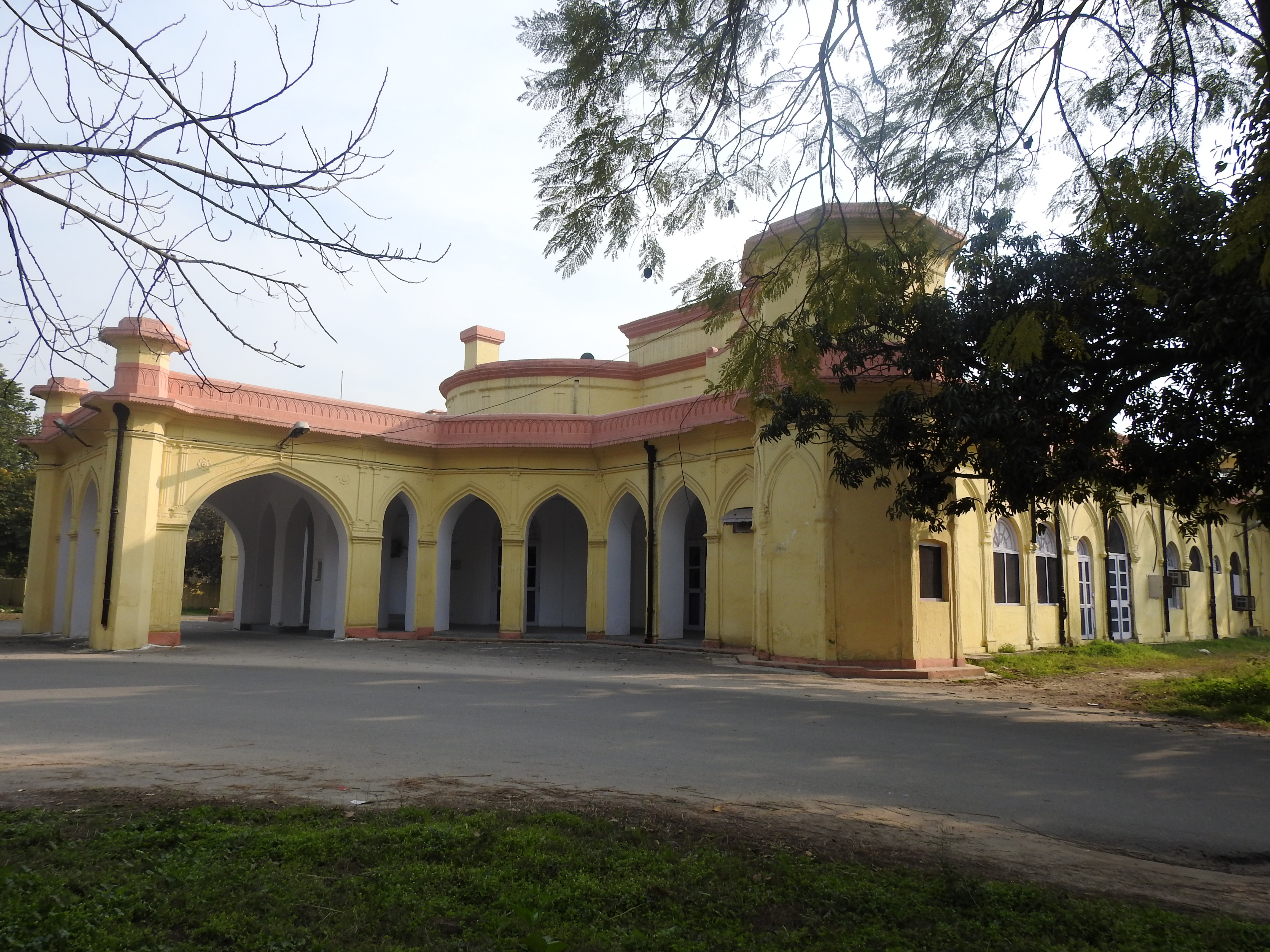
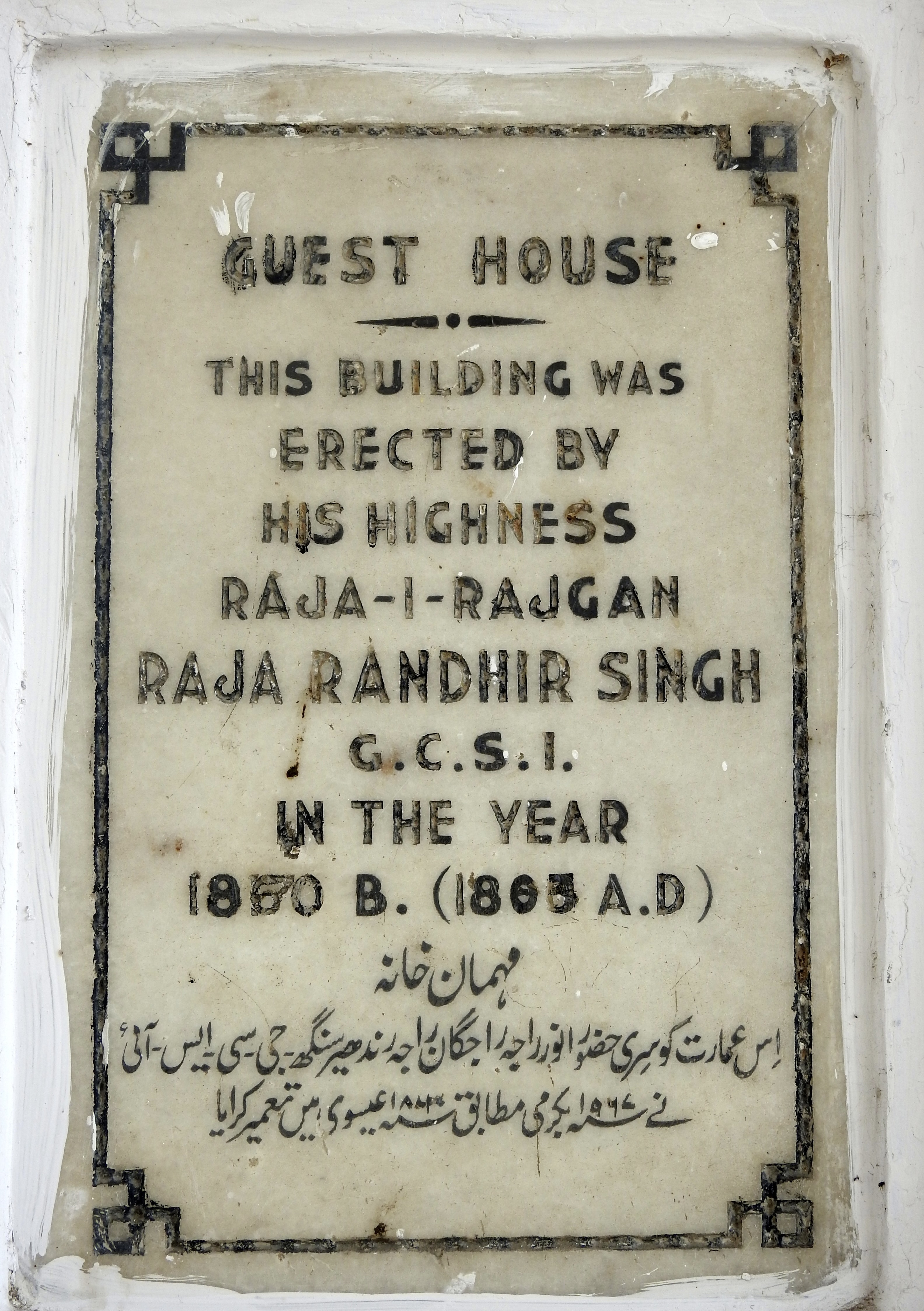

#### کالج دولتی نواب جاسا سینگ اهلوالیا

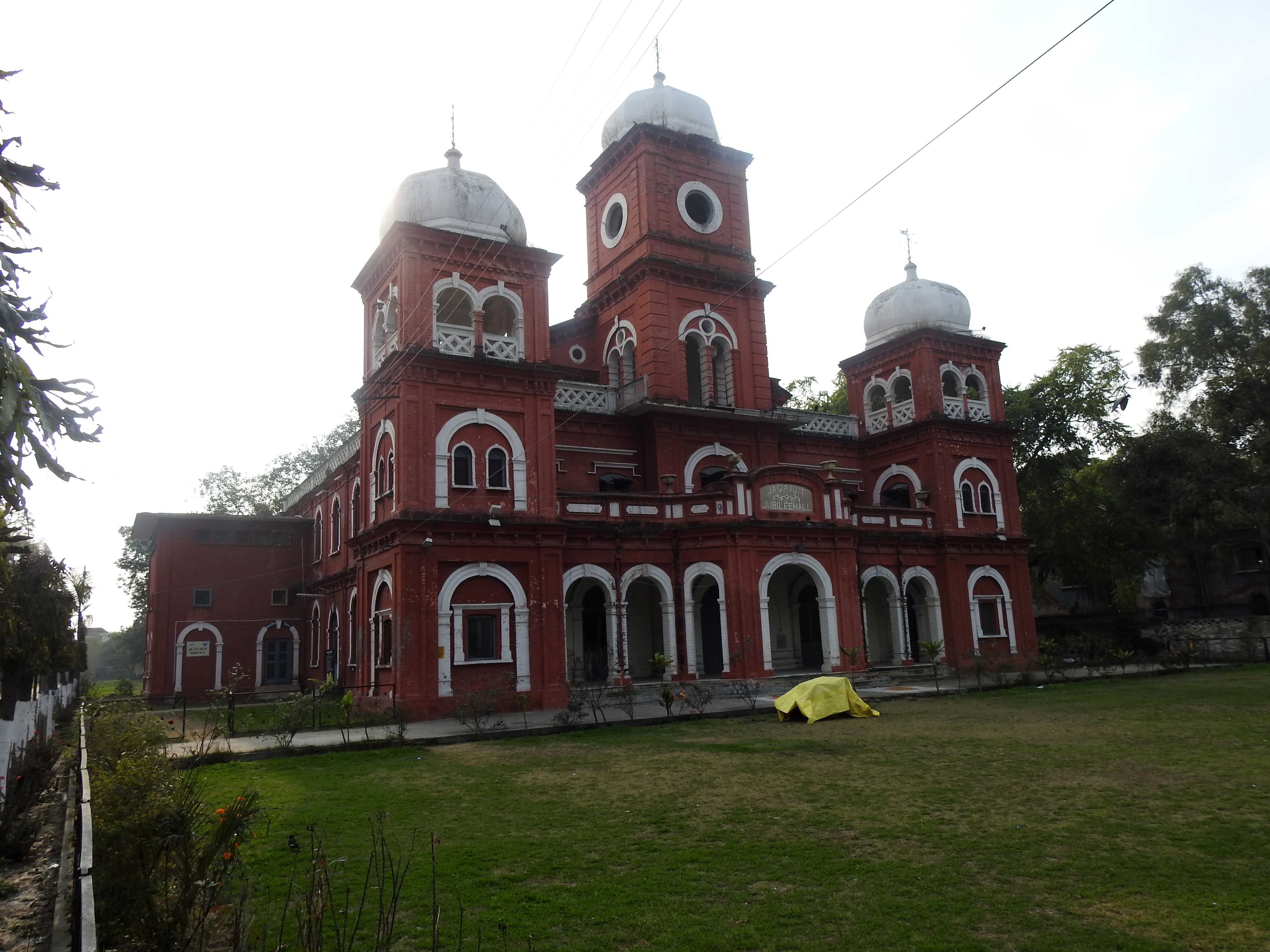
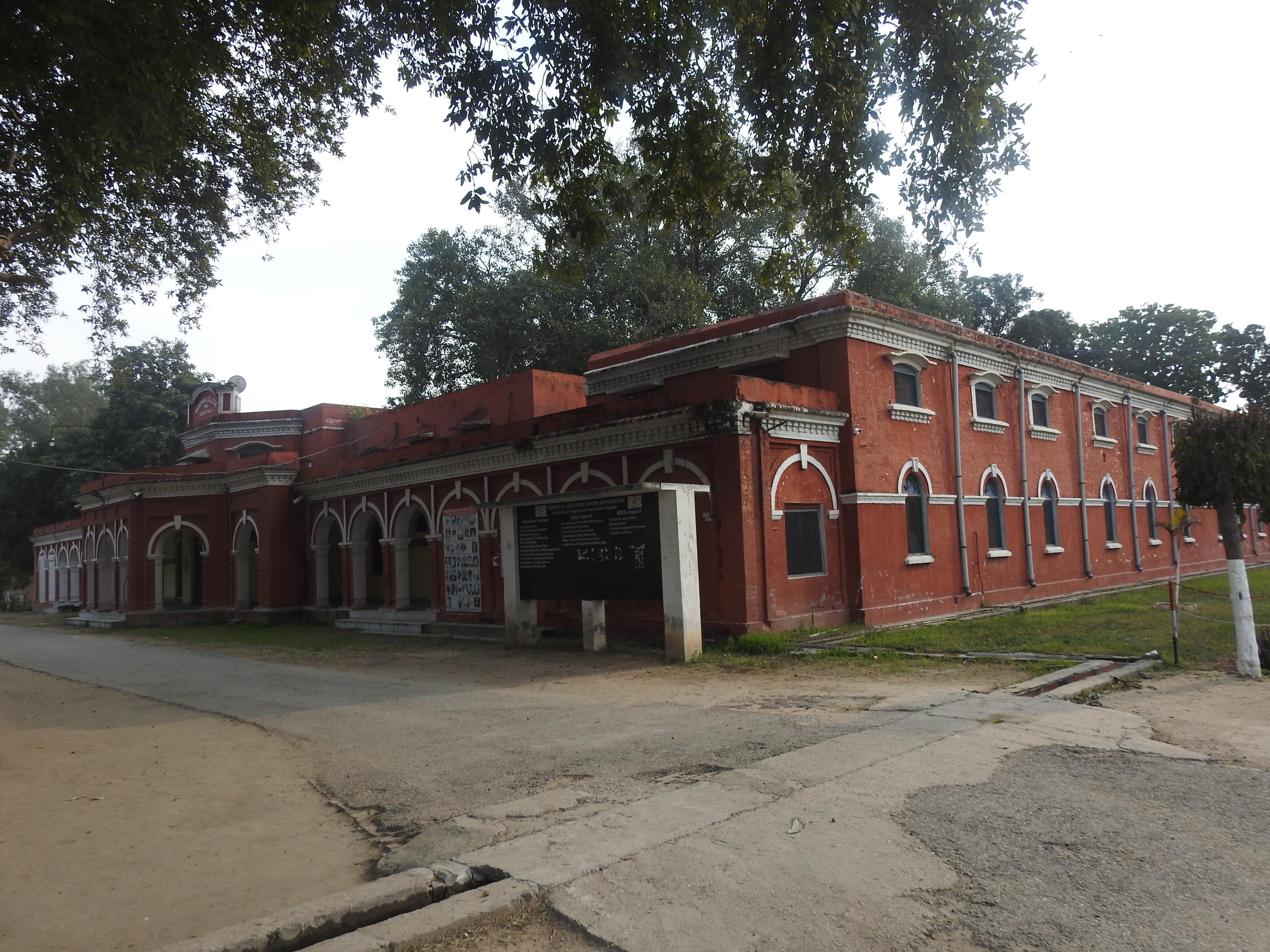

## اماکن میراث جهانی

### مسجد مورهای کاپورتالا

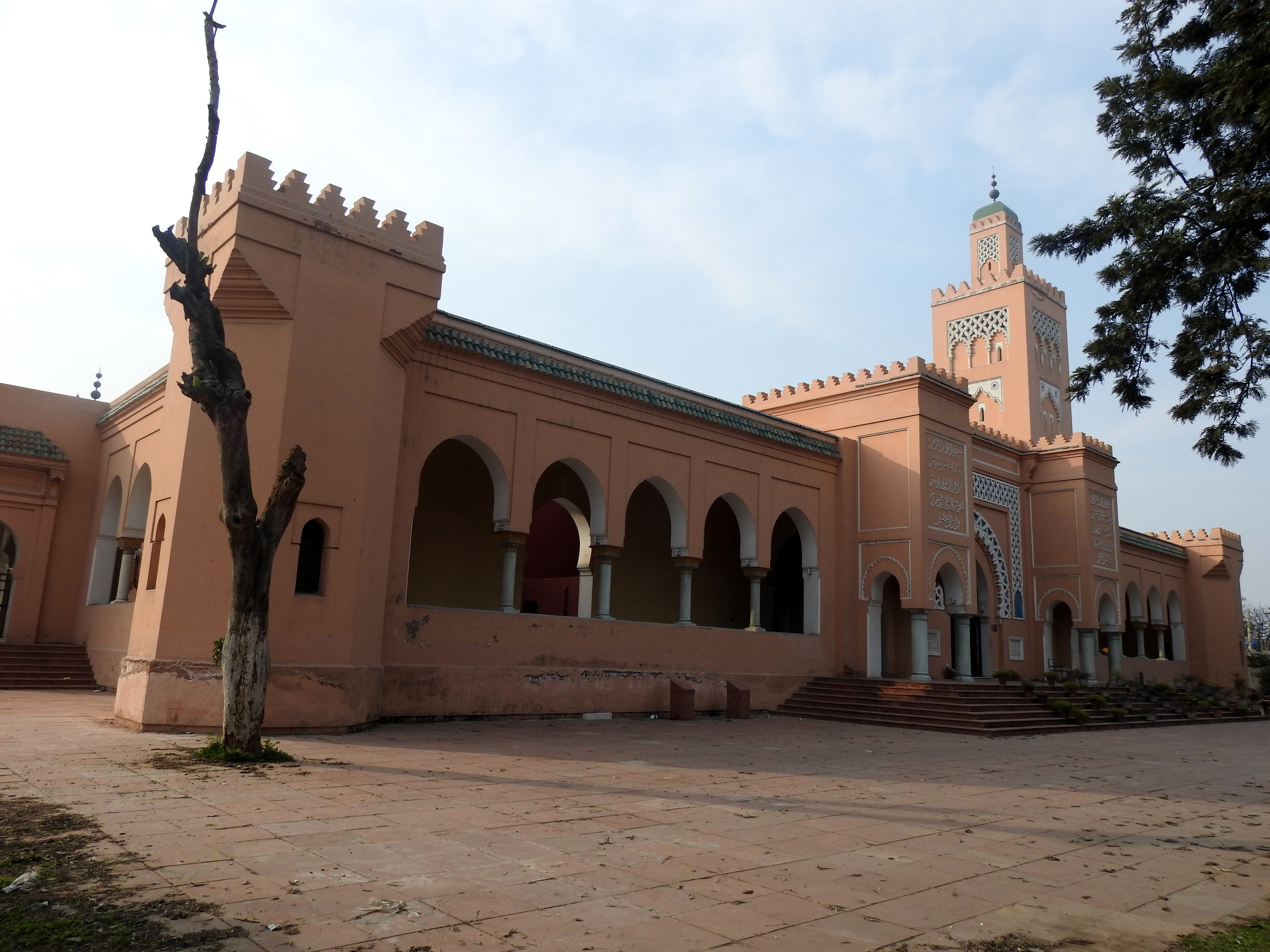
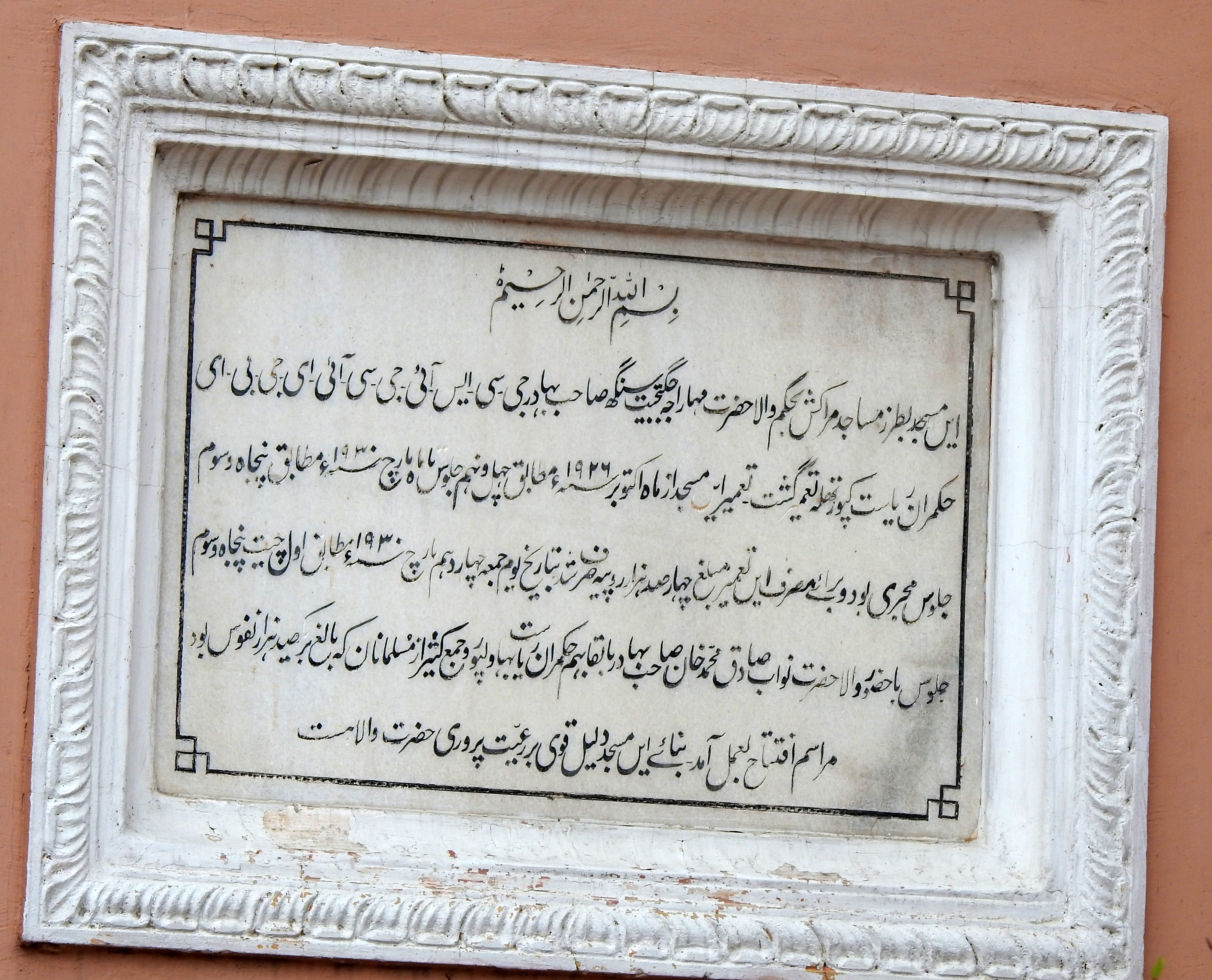
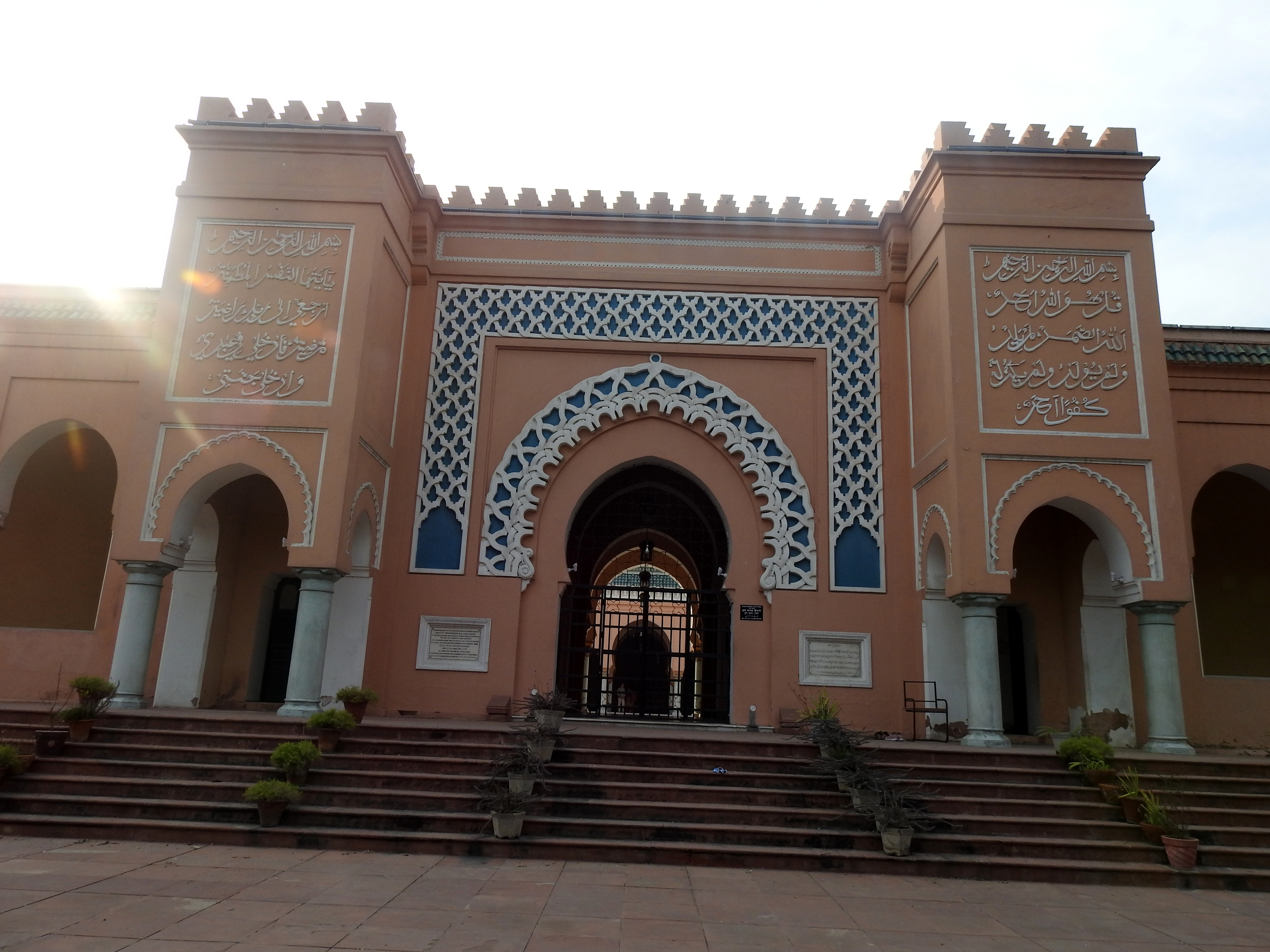
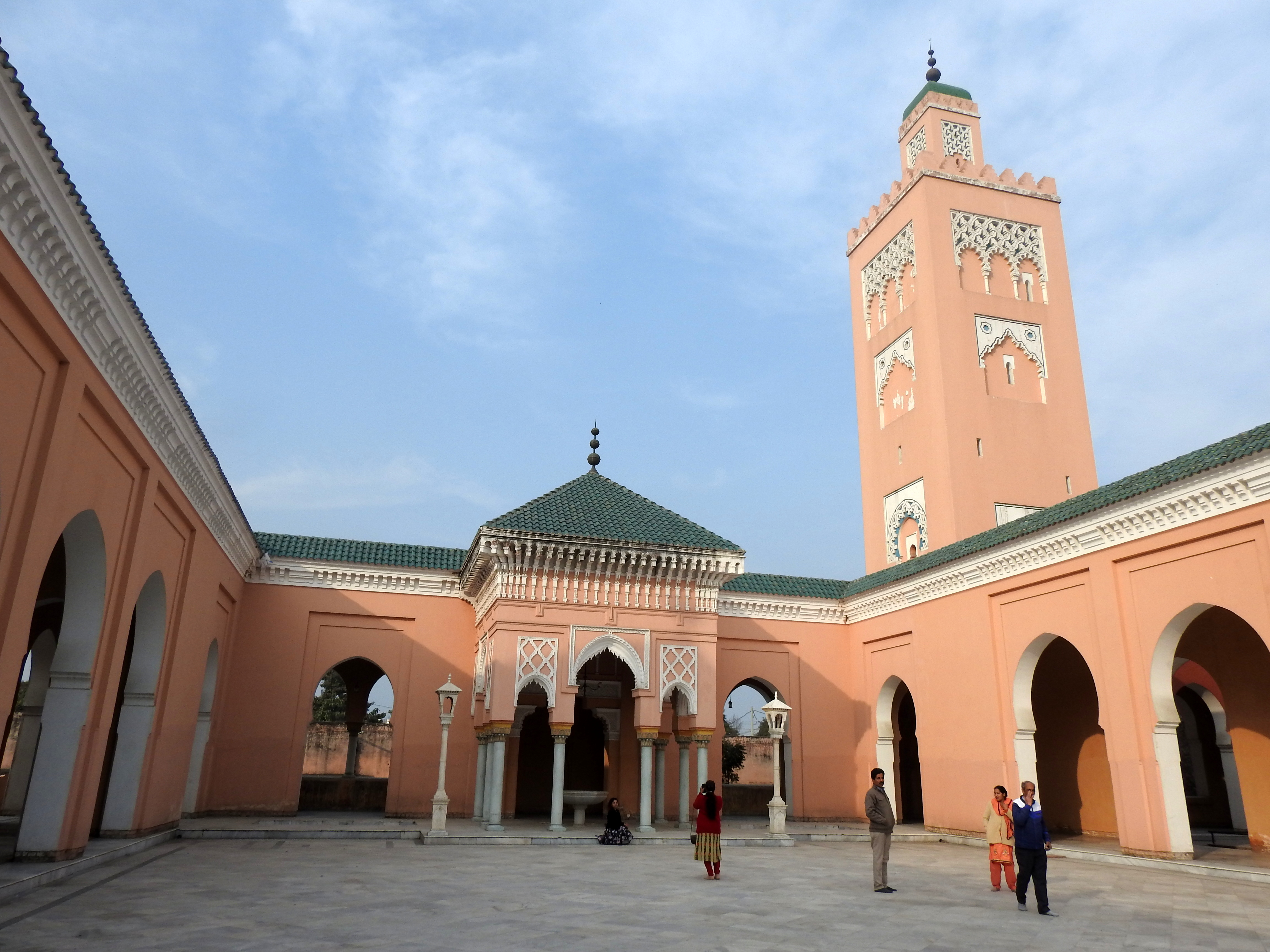
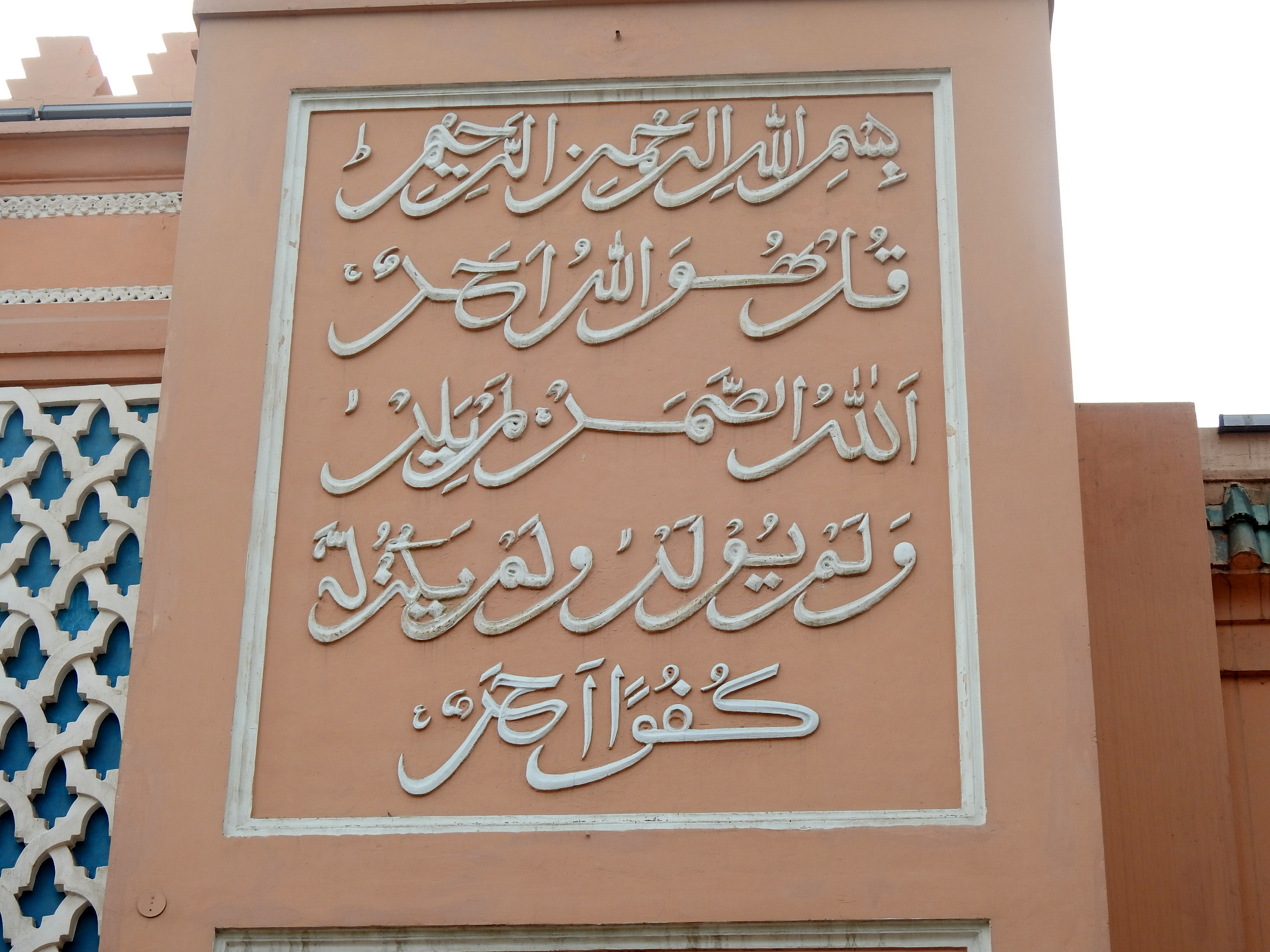
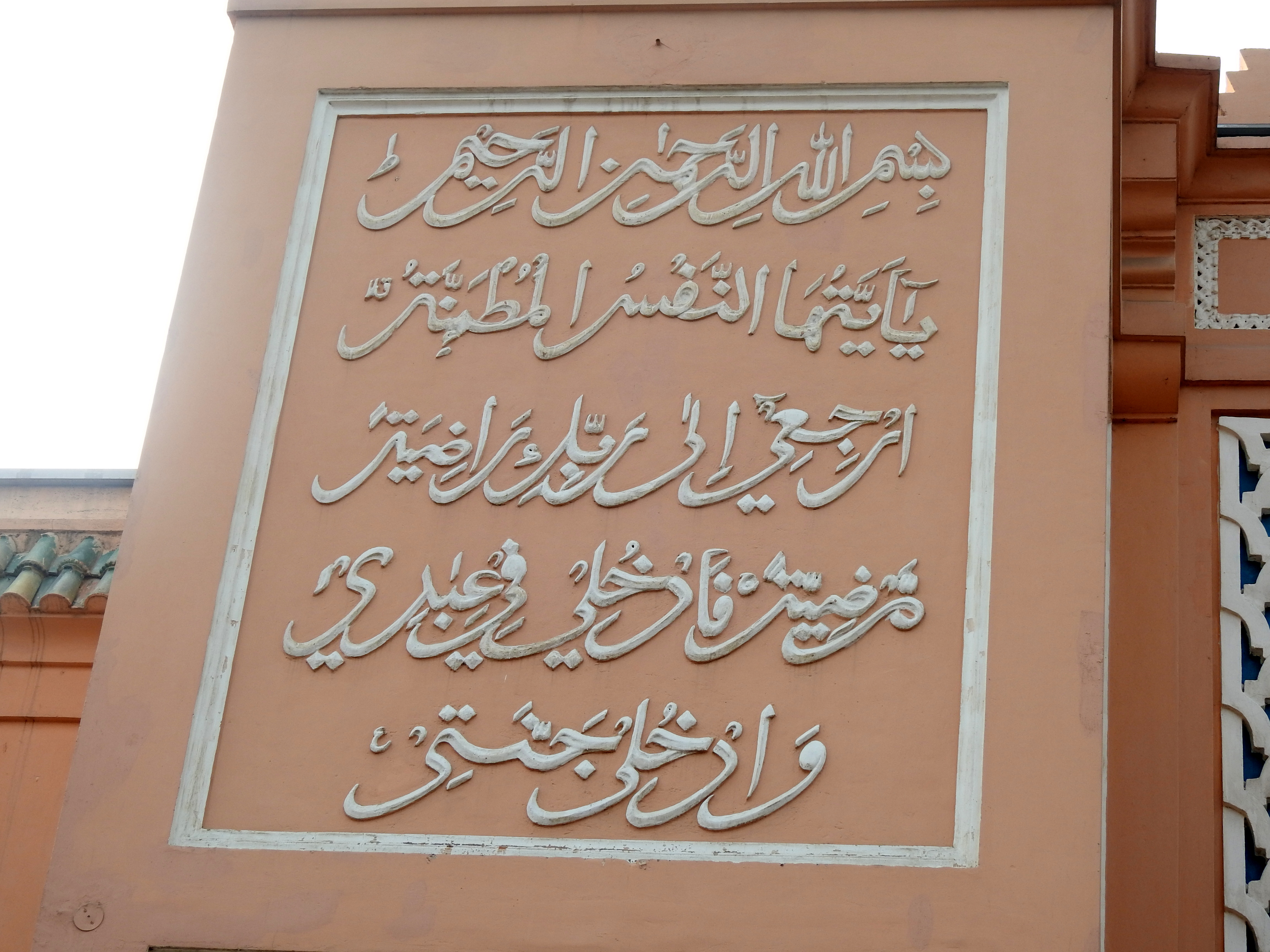

- فهرست شهرهای هند